# Departamentos de Francia

Mapa de los 101 departamentos de Francia.

Los departamentos de Francia (en francés: départements) son una de las entidades territoriales principales en las que se divide administrativamente Francia. El departamento, la cabecera (le chef-lieu) y el prefecto (le préfet) equivaldrían a la provincia, la capital provincial y el subdelegado del gobierno francés, respectivamente, o bien, al estado, capital y gobernador en ciertas repúblicas federales.
Los departamentos son también circunscripciones electorales. Administrativamente se encuentran entre las regiones y los distritos (arrondissements). Francia está dividida en 101 departamentos, de los cuales cinco se encuentran en ultramar.
Los departamentos se identifican por un número, generalmente asignado por orden alfabético; caso aparte el de los de Île-de-France, formados a partir de las antiguos departamentos del Sena y de Sena y Oise, y ordenados al final, por su creación relativamente reciente. En la mayoría de los casos ese número corresponde también al código postal. Los nombres de los departamentos no se basan en criterios históricos, por no recordar la división en provincias del Antiguo Régimen, sino principalmente en función de criterios geográficos. La mayoría son nombres de ríos, montes o islas. Este mismo criterio se usó en la división territorial de España durante la ocupación napoleónica.
Los departamentos fueron creados por decreto del 22 de diciembre de 1789, adoptado por la Asamblea Constituyente, para reemplazar a las provincias de Francia, consideradas contrarias a la homogeneidad de la nación. Su número exacto (83) y sus límites se establecieron el 26 de febrero de 1790, y su existencia se hizo efectiva el 4 de marzo de 1790. Posteriormente han sufrido diversos cambios hasta llegar a los 101 actuales. La isla de Mayotte fue el último en convertirse en departamento de ultramar a partir de marzo de 2011.
El 1 de enero de 2019, el departamento y la ciudad de París, que anteriormente eran comunidades separadas, se fusionan en una comunidad de estatus especial.
El 1 de enero de 2021, Bas-Rhin y Haut-Rhin se fusionan y se convierten en la comunidad europea de Alsacia. Se mantienen los dos distritos administrativos del Estado.
| Número | Nombre (en francés)     | Nombre (en español)    | Nombre local (si procede)                | Cabecera             | Fecha de constitución   |
| ------ | ----------------------- | ---------------------- | ---------------------------------------- | -------------------- | ----------------------- |
| 01     | Ain                     | Ain                    | En                                       | Bourg-en-Bresse      | 4 de marzo de 1790      |
| 02     | Aisne                   | Aisne                  | -                                        | Laon                 | 4 de marzo de 1790      |
| 03     | Allier                  | Allier                 | Alièr                                    | Moulins              | 4 de marzo de 1790      |
| 04     | Alpes-de-Haute-Provence | Alpes de Alta Provenza | Aups d’Auta Provença                     | Digne-les-Bains      | 4 de marzo de 1790      |
| 05     | Hautes-Alpes            | Altos Alpes            | Auts Aups                                | Gap                  | 4 de marzo de 1790      |
| 06     | Alpes-Maritimes         | Alpes Marítimos        | Aups Maritims                            | Niza                 | 23 de junio de 1860     |
| 07     | Ardèche                 | Ardèche                | Ardecha                                  | Privas               | 4 de marzo de 1790      |
| 08     | Ardennes                | Ardenas                | -                                        | Charleville-Mézières | 4 de marzo de 1790      |
| 09     | Ariège                  | Ariège                 | Arièja                                   | Foix                 | 4 de marzo de 1790      |
| 10     | Aube                    | Aube                   | -                                        | Troyes               | 4 de marzo de 1790      |
| 11     | Aude                    | Aude                   | Aude                                     | Carcasona            | 4 de marzo de 1790      |
| 12     | Aveyron                 | Aveyron                | Avairon                                  | Rodez                | 4 de marzo de 1790      |
| 13     | Bouches-du-Rhône        | Bocas del Ródano       | Bocas de Ròse                            | Marsella             | 4 de marzo de 1790      |
| 14     | Calvados                | Calvados               | -                                        | Caen                 | 4 de marzo de 1790      |
| 15     | Cantal                  | Cantal                 | Cantal                                   | Aurillac             | 4 de marzo de 1790      |
| 16     | Charente                | Charente               | Charanta / Chérente                      | Angulema             | 4 de marzo de 1790      |
| 17     | Charente-Maritime       | Charente Marítimo      | -                                        | La Rochela           | 4 de marzo de 1790      |
| 18     | Cher                    | Cher                   | Char                                     | Bourges              | 4 de marzo de 1790      |
| 19     | Corrèze                 | Corrèze                | Corresa                                  | Tulle                | 4 de marzo de 1790      |
| 2A     | Corse-du-Sud            | Córcega del Sur        | Corsica Suttana                          | Ajaccio              | 1 de enero de 1976      |
| 2B     | Haute-Corse             | Alta Córcega           | Corsica Suprana                          | Bastia               | 1 de enero de 1976      |
| 21     | Côte-d’Or               | Côte-d'Or              | -                                        | Dijón                | 4 de marzo de 1790      |
| 22     | Côtes-d’Armor           | Costas de Armor        | Aodoù-an-Arvor                           | Saint-Brieuc         | 4 de marzo de 1790      |
| 23     | Creuse                  | Creuse                 | Cruesa                                   | Guéret               | 4 de marzo de 1790      |
| 24     | Dordogne                | Dordoña                | Dordonha                                 | Périgueux            | 4 de marzo de 1790      |
| 25     | Doubs                   | Doubs                  | Dubs                                     | Besanzón             | 4 de marzo de 1790      |
| 26     | Drôme                   | Drôme                  | Droma                                    | Valence              | 4 de marzo de 1790      |
| 27     | Eure                    | Eure                   | -                                        | Évreux               | 4 de marzo de 1790      |
| 28     | Eure-et-Loir            | Eure y Loir            | -                                        | Chartres             | 4 de marzo de 1790      |
| 29     | Finistère               | Finisterre             | Penn-ar-Bed                              | Quimper              | 4 de marzo de 1790      |
| 30     | Gard                    | Gard                   | Gard                                     | Nimes                | 4 de marzo de 1790      |
| 31     | Haute-Garonne           | Alto Garona            | Nauta Garona                             | Toulouse             | 4 de marzo de 1790      |
| 32     | Gers                    | Gers                   | Gèrs                                     | Auch                 | 4 de marzo de 1790      |
| 33     | Gironde                 | Gironda                | Gironda                                  | Burdeos              | 4 de marzo de 1790      |
| 34     | Hérault                 | Hérault                | Erau                                     | Montpellier          | 4 de marzo de 1790      |
| 35     | Ille-et-Vilaine         | Ille y Vilaine         | Il-ha-Gwilen                             | Rennes               | 4 de marzo de 1790      |
| 36     | Indre                   | Indre                  | Indra                                    | Châteauroux          | 4 de marzo de 1790      |
| 37     | Indre-et-Loire          | Indre y Loira          | -                                        | Tours                | 4 de marzo de 1790      |
| 38     | Isère                   | Isère                  | Isera / Isèra                            | Grenoble             | 4 de marzo de 1790      |
| 39     | Jura                    | Jura                   | Jura                                     | Lons-le-Saunier      | 4 de marzo de 1790      |
| 40     | Landes                  | Landas                 | Lanas                                    | Mont-de-Marsan       | 4 de marzo de 1790      |
| 41     | Loir-et-Cher            | Loir y Cher            | -                                        | Blois                | 4 de marzo de 1790      |
| 42     | Loire                   | Loira                  | Lêre / Léger                             | Saint-Étienne        | 12 de agosto de 1793    |
| 43     | Haute-Loire             | Alto Loira             | Naut Léger                               | Le Puy-en-Velay      | 4 de marzo de 1790      |
| 44     | Loire-Atlantique        | Loira Atlántico        | Liger-Atlantel                           | Nantes               | 4 de marzo de 1790      |
| 45     | Loiret                  | Loiret                 | -                                        | Orleans              | 4 de marzo de 1790      |
| 46     | Lot                     | Lot                    | Òlt                                      | Cahors               | 4 de marzo de 1790      |
| 47     | Lot-et-Garonne          | Lot y Garona           | Òlt e Garona                             | Agen                 | 4 de marzo de 1790      |
| 48     | Lozère                  | Lozère                 | Losèra                                   | Mende                | 4 de marzo de 1790      |
| 49     | Maine-et-Loire          | Maine y Loira          | -                                        | Angers               | 4 de marzo de 1790      |
| 50     | Manche                  | Mancha                 | -                                        | Saint-Lô             | 4 de marzo de 1790      |
| 51     | Marne                   | Marne                  | -                                        | Châlons-en-Champagne | 4 de marzo de 1790      |
| 52     | Haute-Marne             | Alto Marne             | -                                        | Chaumont             | 4 de marzo de 1790      |
| 53     | Mayenne                 | Mayenne                | -                                        | Laval                | 4 de marzo de 1790      |
| 54     | Meurthe-et-Moselle      | Meurthe y Mosela       | -                                        | Nancy                | 7 de septiembre de 1871 |
| 55     | Meuse                   | Mosa                   | -                                        | Bar-le-Duc           | 4 de marzo de 1790      |
| 56     | Morbihan                | Morbihan               | Mor-Bihan                                | Vannes               | 4 de marzo de 1790      |
| 57     | Moselle                 | Mosela                 | -                                        | Metz                 | 4 de marzo de 1790      |
| 58     | Nièvre                  | Nièvre                 | -                                        | Nevers               | 4 de marzo de 1790      |
| 59     | Nord                    | Norte                  | -                                        | Lille                | 4 de marzo de 1790      |
| 60     | Oise                    | Oise                   | -                                        | Beauvais             | 4 de marzo de 1790      |
| 61     | Orne                    | Orne                   | -                                        | Alençon              | 4 de marzo de 1790      |
| 62     | Pas-de-Calais           | Paso de Calais         | -                                        | Arrás                | 4 de marzo de 1790      |
| 63     | Puy-de-Dôme             | Puy-de-Dôme            | Puèi Domat                               | Clermont-Ferrand     | 4 de marzo de 1790      |
| 64     | Pyrénées-Atlantiques    | Pirineos Atlánticos    | Pirenèus Atlantics / Pirinio Atlantikoak | Pau                  | 4 de marzo de 1790      |
| 65     | Hautes-Pyrénées         | Altos Pirineos         | Nauts Pirenèus                           | Tarbes               | 4 de marzo de 1790      |
| 66     | Pyrénées-Orientales     | Pirineos Orientales    | Pirenèus Orientals / Pirineus Orientals  | Perpiñán             | 4 de marzo de 1790      |
| 67     | Bas-Rhin                | Bajo Rin               | Unt'relsass                              | Estrasburgo          | 4 de marzo de 1790      |
| 68     | Haut-Rhin               | Alto Rin               | ‘s Iwerlànd                              | Colmar               | 4 de marzo de 1790      |
| 69     | Rhône                   | Ródano                 | Rôno                                     | Lyon                 | 12 de agosto de 1793    |
| 70     | Haute-Saone             | Alto Saona             | -                                        | Vesoul               | 4 de marzo de 1790      |
| 71     | Saone-et-Loire          | Saona y Loira          | -                                        | Mâcon                | 4 de marzo de 1790      |
| 72     | Sarthe                  | Sarthe                 | -                                        | Le Mans              | 4 de marzo de 1790      |
| 73     | Savoie                  | Saboya                 | Savouè d’Aval                            | Chambéry             | 1860                    |
| 74     | Haute-Savoie            | Alta Saboya            | Savouè d’Amo                             | Annecy               | 1860                    |
| 75     | Paris                   | París                  | -                                        | París                | 1 de enero de 1968      |
| 76     | Seine-Maritime          | Sena Marítimo          | -                                        | Ruan                 | 4 de marzo de 1790      |
| 77     | Seine-et-Marne          | Sena y Marne           | -                                        | Melun                | 4 de marzo de 1790      |
| 78     | Yvelines                | Yvelines               | -                                        | Versalles            | 1 de enero de 1968      |
| 79     | Deux-Sèvres             | Deux-Sèvres            | Deùs Sévres                              | Niort                | 4 de marzo de 1790      |
| 80     | Somme                   | Somme                  | -                                        | Amiens               | 4 de marzo de 1790      |
| 81     | Tarn                    | Tarn                   | Tarn                                     | Albi                 | 4 de marzo de 1790      |
| 82     | Tarn-et-Garonne         | Tarn y Garona          | Tarn e Garona                            | Montauban            | 4 de noviembre de 1808  |
| 83     | Var                     | Var                    | Var                                      | Toulon               | 4 de marzo de 1790      |
| 84     | Vaucluse                | Vaucluse               | Vaucluso / Vauclusa                      | Aviñón               | 12 de agosto de 1793    |
| 85     | Vendée                  | Vandea                 | Vendàie                                  | La Roche-sur-Yon     | 4 de marzo de 1790      |
| 86     | Vienne                  | Vienne                 | Vinhana                                  | Poitiers             | 4 de marzo de 1790      |
| 87     | Haute-Vienne            | Alto Vienne            | Vinhana Nauta                            | Limoges              | 4 de marzo de 1790      |
| 88     | Vosges                  | Vosgos                 | -                                        | Épinal               | 4 de marzo de 1790      |
| 89     | Yonne                   | Yonne                  | -                                        | Auxerre              | 4 de marzo de 1790      |
| 90     | Territoire de Belfort   | Territorio de Belfort  | -                                        | Belfort              | 1922                    |
| 91     | Essonne                 | Essonne                | -                                        | Évry                 | 1 de enero de 1968      |
| 92     | Hauts-de-Seine          | Altos del Sena         | -                                        | Nanterre             | 1 de enero de 1968      |
| 93     | Seine-Saint-Denis       | Sena-San Denis         | -                                        | Bobigny              | 1 de enero de 1968      |
| 94     | Val-de-Marne            | Valle del Marne        | -                                        | Créteil              | 1 de enero de 1968      |
| 95     | Val-d’Oise              | Valle del Oise         | -                                        | Pontoise             | 1 de enero de 1968      |

Departamento de ultramar:
| Número | Nombre (en francés) | Nombre (en castellano) | Nombre local (si procede) | Capital        | Fecha de constitución |
| ------ | ------------------- | ---------------------- | ------------------------- | -------------- | --------------------- |
| 971    | Guadeloupe          | Guadalupe              | Gwadloup                  | Basse-Terre    | 31 de marzo de 1946   |
| 973    | Guyane française    | Guayana Francesa       | -                         | Cayena         | 31 de marzo de 1946   |
| 972    | Martinique          | Martinica              | -                         | Fort-de-France | 31 de marzo de 1946   |
| 974    | La Réunion          | Reunión                | La Rényon                 | Saint-Denis    | 31 de marzo de 1946   |
| 976    | Mayotte             | Mayotte                | Maore                     | Mamoudzou      | 31 de marzo de 2011   |

* El código 975 corresponde a San Pedro y Miquelón, antiguo departamento de ultramar que se convirtió en colectividad en 1985.